# Das Beste kommt erst
Das Beste kommt erst ist ein fürs ZDF produzierter deutscher Spielfilm des Regisseurs Rainer Kaufmann. Das komödiantische Familiendrama im großbürgerlichen Milieu mit Sophie von Kessel und Friedrich von Thun in den Hauptrollen wurde erstmals auf dem Filmfest München 2008 vorgeführt und am 25. Mai 2009 im Fernsehen ausgestrahlt. Es wurde zum Ausgangspunkt einer Reihe mit den Filmen In den besten Familien (2012) und Beste Bescherung (2013) sowie Das beste aller Leben (2015).

## Handlung

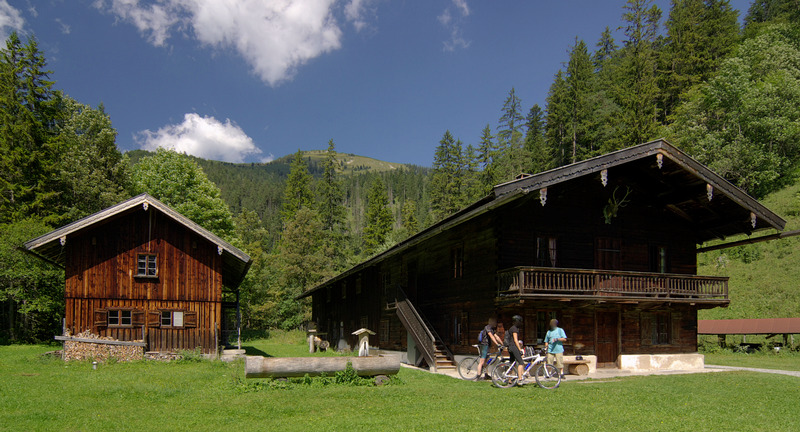
Wichtigster Drehort: Die Winterstube im Kloo-Aschertal bei Bayrischzell

Schraubenfabrikant und Familienpatriarch Karl Maillinger lädt zur Feier seines 70. Geburtstags seine vier erwachsenen Kinder Anna, Vincent, Tom und Miriam für das Wochenende in seine abgelegene Jagdhütte in den bayerischen Alpen ein. Dort verkündet er für alle überraschend, dass er, ein Jahr nach dem Tod seiner Frau, das moldawische Dienstmädchen Dina heiraten und die Firma auch weiterhin führen möchte. Die Kinder im Alter von Ende zwanzig bis Ende dreißig haben ihren festen Platz im Leben noch nicht gefunden. Anna ist neben ihrer Tätigkeit in der Firmenleitung Hausfrau und Mutter und nimmt anderen gerne die Verantwortung ab. Von ihrem Vater, dessen Posten sie am liebsten möglichst bald übernehmen würde, lässt sie sich jedoch dominieren. Der kokainsüchtige und gegen den Vater rebellierende Vincent hat mit Finanzspekulationen viel Geld verloren und erscheint mit seiner neuesten Eroberung, der attraktiven Susan. Tom, dessen Beziehung zur Mutter seines Sohnes Malte gescheitert ist, engagiert sich für humanitäre Projekte in Afrika und nervt die anderen durch sein Moralisieren. Miriam, die jüngste, muss sich von ihrem Vater vorhalten lassen, dass sie als erfolglose Künstlerin finanziell abhängig von ihm sei.

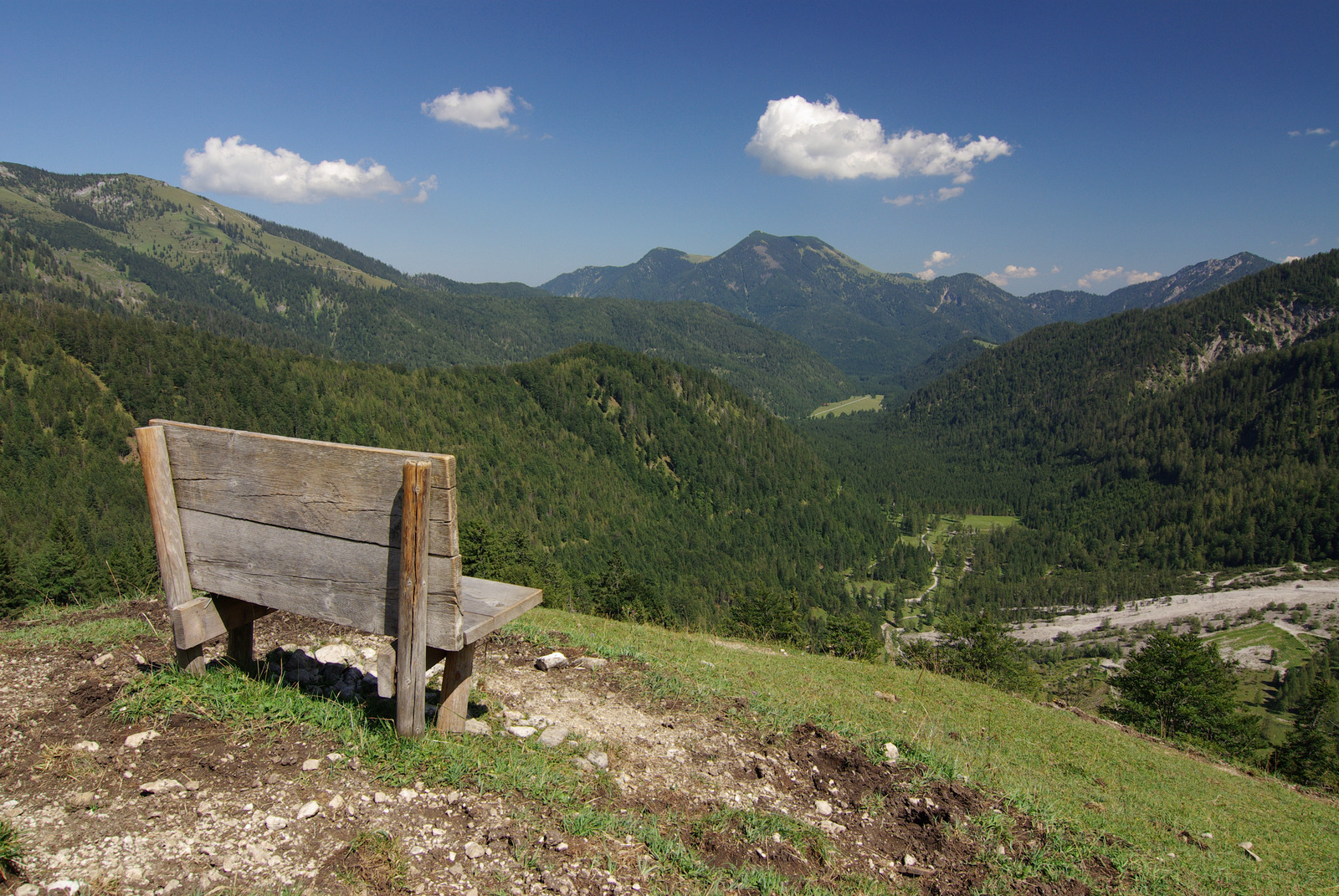
Drehort mit Blick auf die meisten anderen Schauplätze des Films: Sitzbank an der Kreuzbergalm

Verschiedene Ereignisse sorgen für eine Eskalation der üblichen Familienstreitigkeiten. Die Enkelkinder vernichten beim Spielen Vincents Kokainvorrat, beim Tanzen erleidet der Vater einen Schwächeanfall. Anna sieht ihre Felle davonschwimmen, da ihr Vater unerwartet Vincent in die Unternehmensführung aufnehmen möchte. Als sie auch noch ihren Mann Johann, zu dem das Verhältnis bereits gespalten ist, bei Intimitäten mit Miriam erwischt, verzweifelt sie und klettert in die Gumpen hinab. Vincent zieht sie aus dem Wasser und zeigt sich mit ihr solidarisch gegenüber dem Vater. Als bei einem Gewitter ein Baum das Dach der Hütte durchschlägt und Karls Versuche scheitern, mit autoritärem Führungsstil die Reparatur zu organisieren, ändert sich die Stimmung endgültig. Die Kinder beschließen, ihren Erbteil zu fordern, um auf eigenen Füßen stehen zu können und vom Vater, der die Firma dafür verkaufen muss, unabhängig zu sein. Bei der Abreise deutet sich an, dass Anna und Johann wieder zueinander finden, Vincent möchte eine Drogentherapie beginnen, Tom und Susan sind zum Paar geworden. Karl Maillinger möchte in Zukunft in Bildung investieren und kümmert sich um Toms verzogenen Sohn, der im Laufe der Ereignisse seine Zuneigung zu seinem Großvater entdeckt hat.

## Hintergrund

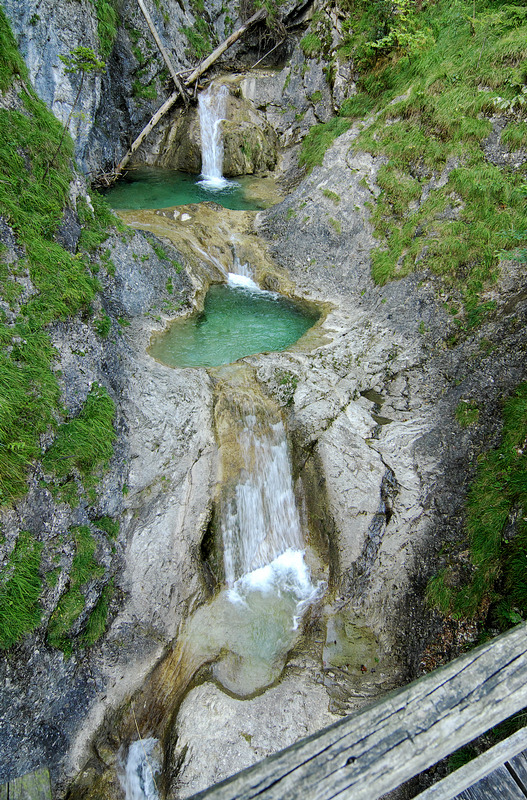
Die Gumpen, in Bayrischzell als Wasserfall ausgeschildert

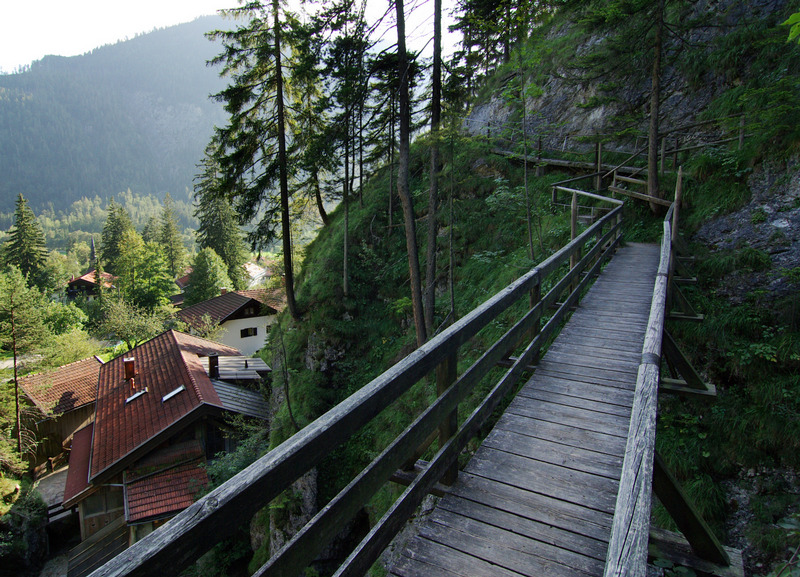
Die Brücke über die Gumpen; die angrenzenden Häuser sind im Film nicht zu sehen

Das Beste kommt erst wurde etwa ein Jahr nach Rainer Kaufmanns auf einer Novelle Martin Walsers basierendem Kinofilm Ein fliehendes Pferd gedreht; kurz nach dessen Kinopremiere begannen die Dreharbeiten des Fernsehfilms. Neben anderen Mitgliedern des Filmstabs war auch Drehbuchautorin Kathrin Richter an beiden Produktionen beteiligt. Es handelt sich jeweils um Ensemblestücke vor Landschaftskulisse, die über weite Strecken auf ein Grundstück und die umliegende Natur als Hauptdrehort beschränkt sind. Das Hauptthema ist in beiden Fällen die Veränderung eingefahrener familiärer Lebenssituationen.
Der Titel Das Beste kommt erst ist die Übersetzung von Frank Sinatras Hit The Best Is Yet to Come, der innerhalb der Filmhandlung mehrfach angespielt wird.

### Herstellung
Die von der Produktionsfirma Roxy Film durchgeführten Dreharbeiten fanden von Ende September bis Ende Oktober 2007 in München und in der Umgebung von Bayrischzell in den Bayerischen Voralpen statt. Die meisten Schauplätze liegen südlich von Bayrischzell im Kloo-Ascher-Tal (auch Kloaschautal genannt), dessen Vegetation während des Drehs herbstlich bunt gefärbt war. Als Jagdhütte diente die Winterstube etwa in der Mitte des Tals bei Position . Der Aussichtspunkt mit Sitzbank, an dem sich Karl und Vincent sowie Anna und Vincent aussprechen, liegt am Talende auf der Kreuzbergalm, 1300 m ü. NN, Position 47° 36′ 51,6″ N, 11° 56′ 35,8″ O, unmittelbar an der deutsch-österreichischen Grenze. Die Lage der Drehorte zueinander wird im Film nicht realistisch wiedergegeben. So stellen die Beteiligten ihre Autos an einer Stelle im hinteren Talbereich ab, die tatsächlich weiter abgelegen ist als das Ziel des Anmarschs, die Jagdhütte. Die Gumpen mit darüber führender Holzbrücke, die im Film auf dem Weg zur Hütte liegen, befinden sich in der Realität direkt am Nordrand von Bayrischzell bei Position 47° 40′ 42,5″ N, 12° 0′ 41,8″ O. Nach dem Bad in den Gumpen trocknet Anna ihre Kleidung an der in Wirklichkeit neun Kilometer entfernten und 500 Meter höher gelegenen Almhütte der Kreuzbergalm.
Der Film enthält mehrere lange Einstellungen im Bereich von knapp ein bis zwei Minuten. Die komplexe Ankunfts- und Begrüßungsszene mit zwölf Personen und fünf Autos am Sammelplatz vor dem Fußweg zur Jagdhütte wird als Plansequenz zwei Minuten lang ungeschnitten mit der Steadicam verfolgt.

### Erläuterungen des Regisseurs und der Autoren
Regisseur Rainer Kaufmann äußerte sich im Interview zu seinem Werk: Für ihn mache die Mischung aus Drama, Humor und Komik den Reiz des Films aus. Annas Töchter, „die wie fabelhafte Waldgeister in einem Sommernachtstraum durch die Geschichte huschen“, sieht Kaufmann als Beispiel für Überhöhung und Überzeichnung als Mittel der Erzählung. Die „heitere, verspielte Musik“ Gerd Baumanns bringe „Beschwingtheit und Leichtigkeit“ in die Geschichte. Anna wolle sich in den Gumpen nicht umbringen; das Eintauchen ins Wasser habe etwas Reinigendes, genau wie das folgende Gewitter. Der Baum, der das Dach der Hütte durchschlägt, sei ein Symbol fürs Leben. Die Auseinandersetzung auf dem Dach zwinge alle dazu, Position einerseits für sich, andererseits für oder gegen die Familie zu beziehen. Wie weit die Veränderungen der Personen und Klärungen der Beziehungen am Ende gelingen, bleibe unklar. Der Film solle „auch dazu anregen, darüber nachzudenken, wie es mit den Figuren weitergehen könnte“.
Die Autoren Kathrin Richter und Jürgen Schlagenhof schreiben, Veränderung sei das Schwierigste, was es gibt. Sie hätten das Beziehungsgeflecht innerhalb einer Familie darstellen wollen und es als Herausforderung gesehen, die Geschichten von acht Personen parallel zu erzählen.

## Rezeption

### Einschaltquoten
Die Ausstrahlung am 25. Mai 2009 als Fernsehfilm der Woche im ZDF-Abendprogramm verfolgten rund 5,22 Millionen Zuschauer. Der Gesamtmarktanteil lag bei 18,9 %, die Sendung erreichte damit Platz zwei hinter Wer wird Millionär? Mit 6,9 % war der Marktanteil bei den jungen Fernsehzuschauern gering. Bei den über 50-Jährigen lag die Sendung auf Platz eins mit Marktanteilen von 26,4 % der 50- bis 64-Jährigen und 29,8 % der über 65-jährigen Zuschauer. Damit bestätigte sich Rainer Kaufmanns Voreinschätzung, der Film wende „sich mehr an reifere Herrschaften, die in diesem Gruppenprozess manche eigene Erfahrung gespiegelt sehen.“

### Kritiken
Für André Mielke von der Welt „ist Kathrin Richter, Jürgen Schlagenhof (Buch) und Rainer Kaufmann (Regie) ein sympathischer Film gelungen, der seine Charaktere mit milder Ironie behandelt und diesen feinen, lebensklugen Tonfall bis zur letzten Einstellung durchhält. Der unaufdringliche Stil wird unterstützt durch eine vorzüglich ins Bild gesetzt oberbayrische Herbstlandschaft, eine Idylle fernab jeder blau-weißen Herrlichkeit.“ Aus einem guten Darsteller-Ensemble steche neben Routinier Friedrich von Thun eine Sophie von Kessel heraus, die die tragische Vaterfixierung ihrer Figur auf glaubhafte Art vermittele.
Christopher Keil schreibt in der Süddeutschen Zeitung: „Es gibt Filme, die fließen dahin wie lange, ruhige Flüsse. Man folgt ihren Läufen, folgt den vielen Richtungswechseln bis zum Meer, wo ein jeder der Ströme endet. Das ist ihre Natur, darin spiegelt sich ihre Schönheit. Und so einen schönen und natürlichen Film hat Rainer Kaufmann inszeniert. […] Was Kaufmann aus dem bereits starken Drehbuch machte, ist preiswürdig“
Für den Teleschau-Mediendienst ist Das Beste kommt erst ein „tragikomisches Familienstück voller Wahrheiten, zauberhafter Elemente und einem Ensemble mit Strahlkraft“.
Laut Focus-Redakteurin Carin Pawlak „tischt uns das Buch […] bei dieser Familienfeier banalste Textkost auf. Und der ansonsten sehr gute Regisseur Rainer Kaufmann […] verpilchert seinen guten Ruf mit einem Heimatfilm, bei dem nur noch das Dirndl […] fehlt. […] Was für ein freudloser Film.“
Andrea Kaiser vom Evangelischen Pressedienst schreibt: „Aus vielen kleinen Ereignissen puzzelt Regisseur Rainer Kaufmann […] eine große Familien-Collage zusammen. […] Mal wähnt man sich als Zuschauer in Thomas Vinterbergs ‚Fest‘, mal in einem Familiendrama von Daniel Nocke und Stefan Krohmer, mal in einem bildhaft-verträumten Stück von Hartmut Schoen (‚Zuckerbrot‘), voller symbolischer (Natur-)Bilder. Doch erstaunlicherweise fügen sich all diese Fragmente und Stile zu einem neuen Ganzen. Zu etwas Eigenem.“

## Fortsetzungen
Vom 3. Mai bis 3. Juni 2011 fanden in Oberaudorf und München die Dreharbeiten für den Nachfolgefilm In den besten Familien statt, den Roxy Film ebenfalls für das ZDF produzierte. Neben den aus dem ersten Teil bekannten Darstellern übernahm Mišel Matičević eine Hauptrolle. Die Premiere war am 5. Juli 2012 beim Filmfest München, die Fernseh-Erstausstrahlung als ZDF-Fernsehfilm der Woche am 3. Dezember 2012 erreichte 5,3 Millionen Zuschauer und 15,9 Prozent Marktanteil.
Ein dritter Film der Reihe wurde im Januar und Februar 2013 in Oberbayern und München gedreht und handelt unter dem Titel Beste Bescherung von einem Weihnachtsfest der Familie Maillinger.
Teil 4 mit dem Titel Das beste aller Leben wurde am 22. Dezember 2015 erstausgestrahlt.